# Spinochordodes tellinii
Spinochordodes tellinii és un cuc nematomorf paràsit les larves del qual es desenvolupen en insectes de l'ordre Orthoptera. La larva microscòpica es desenvolupa a l'interior de l'hoste donant cucs que poden ser més gran que l'hoste. Aquests cucs són capaços de modificar el comportament de l'hoste: un cop que el cuc creix provoca que l'hoste salti a l'aigua, provocant el seu ofegament. El cuc adult viu i es reprodueix a l'aigua.
Es desconeix si el control del comportament de l'hoste inclou neuromodulació del sistema nerviós o bé intervenen altres factors. Estudis han demostrat que els grills que contenen el paràsit expressen, o creen, proteïnes diferents a les dels grills no infectats. Algunes d'aquestes proteïnes s'ha constatat que tenen activitat neurotransmissora, altres activitat geotàxica o canvis en la resposta del cos a la gravetat.
Un cuc paràsit similar és Paragordius tricuspidatus.